# Taylorsville (Indiana)
Taylorsville – jednostka osadnicza w Stanach Zjednoczonych, w stanie Indiana, w hrabstwie Bartholomew.